# Průmyslová politika Evropské unie
Účelem průmyslové politiky Evropské unie je posílení konkurenceschopnosti evropských výrobních odvětví. 
Toto posílení má vést i k posílení konkurenceschopnosti celé evropské ekonomiky. Dalším cílem je pomocí průmyslové politiky Evropské unie čelit globálním výzvám a využívat příležitosti, které jsou nabízeny novými technologiemi a jednotným trhem.
Mezi jednotlivými cíli průmyslové politiky Evropské unie jsou transformace a modernizace, kdy je zapotřebí, aby se vývoj týkal všech souvisejících politik Evropské unie: od digitalizace po inovaci, od obchodu po ceny energie a od environmentálních cílů po přístup k surovinám. Dopady, které může přinést účinná průmyslová politika Evropské unie jsou: podpora malých a středních podniků, vytváření pracovních míst a přilákání investic. Tato politika již má své výsledky, kdy od roku 2013 přispěla ke vzniku 1,5 milionu pracovních míst, jak vychází ze zdrojů Evropské komise.
Význam tohoto úsilí se projevuje na 36 milionech pracovních místech, které průmysl v Evropské unii zajišťuje. Aby si průmysl Evropské unie udržel vedoucí pozici v rámci globálních trhů, je zapotřebí, aby svou výhodu stále dále posiloval a modernizoval. Již nyní je jasné, že v budoucnu přijdou výzvy, se kterými se bude průmyslová politika Evropské unie muset vypořádat. Mezi tyto výzvy se řadí poptávka ze strany spotřebitelů, nedostatek pracovníků s dovedností v oblasti informačních a komunikačních technologií a prohlubující se rozdíly v oblasti inovací, a to zejména ve vztahu s jinými globálními trhy.

## Vnitřní trh
Vnitřní trh je jedním z nejdůležitějších předpokladů pro fungování průmyslové politiky EU. Nejdůležitější je tzv. „princip vzájemného uznávání“, který říká, že výrobek legálně vyráběný a uvedený na trh v jednom členském státě EU, může být legálně uveden na trh v ostatních státech EU.

### Strategie
V červenci 2005 bylo vydáno sdělení s názvem „Plnění lisabonského programu Společenství - Politický rámec k posílení zpracovatelského průmyslu EU – cesta k integrovanějšímu přístupu k průmyslové politice“, kterým bylo poprvé zaveden integrovaný přístup k průmyslové politice. Ten měl vycházet z pracovního programu průřezových a odvětvových iniciativ. V březnu 2010 byla Lisabonská strategie nahrazena strategií s názvem Evropa 2020 („Evropa 2020 - Strategie pro inteligentní a udržitelný růst podporující začlenění“). Tato strategie navrhovala sedm hlavních iniciativ, přičemž čtyři z nich jsou obzvlášť důležité pro zvyšování konkurenceschopnosti evropského průmyslu: „Unie inovací“, „Digitální agenda pro Evropu“, „Průmyslová politika pro éru globalizace“ a „Nové dovednosti pro nová pracovní místa“. Třetí jmenovaná iniciativa („Průmyslová politika pro éru globalizace“) byla zaměřena na 10 činností, které právě mohou podpořit konkurenceschopnost evropského průmyslu. Důraz je kladen např. na růst malých a středních podniků a dodávky surovin a hospodaření s nimi.

### Lisabonská strategie
Lisabonská strategie byla přijata v roce 2000 Evropskou radou v Lisabonu a měla v rámci deseti let učinit Evropu nejvíce konkurenceschopnou a dynamickou ekonomikou světa. Cílem bylo zvýšení ekonomického růstu a zaměstnanosti. V roce 2005 byla prohlášena za neúspěšnou, protože si vyčinila příliš mnoho cílů, které nebyly dostatečně plněny členskými státy Evropské unie. Byla proto nahrazena strategií Evropa 2020.

### Evropa 2020
V současné době se jedná o hlavní hospodářskou reformní agendu Evropské unie. V platnost vešla 17.6.2010 a jejím cílem je dosažení takového hospodářského růstu, který bude založen na principech znalostní ekonomiky, bude udržitelný a bude podporovat sociální i územní začleňování. Bylo stanoveno 5 hlavních cílů.
- Zaměstnanost 75 % obyvatelstva ve věku od 20 do 64 let
- Investice 3 % HDP do výzkumu a vývoje
- Dosažení cílů „20-20-20“ – snížení emisí skleníkových plynů o 20 % oproti roku 1990, zvýšení podílů energie z obnovitelných zdrojů o 20 % a posun ke zvýšení energetické účinnosti o 20 %
- Zlepšení úrovně vzdělání – snížit míru předčasného ukončování školní docházky pod 10 % a zvýšit podíl osob ve věku 30-34 let s dokončeným vysokoškolským nebo vyšším odborným vzděláním na nejméně 40 %
- Podpora sociálního začlenění – především prostřednictvím snižování počtu osob ohrožených chudobou o 20 milionů[2][4]

### Zavedené podpůrné programy EU
Průmyslová politika EU je v současné době podporována celou řadou dalších politik, programů a iniciativ, které zahrnují širokou škálu různých oblastí. Příkladem můžeme uvést: politiku soudržnosti, Horizont 2020, nástroj pro propojení Evropy a program EU pro konkurenceschopnost malých a středních podniků (COSME). Cílem investičního plánu je do roku 2020 zmobilizovat nejméně 500 miliard € v oblasti soukromých a veřejných investic.

#### Akt pro malé a střední podniky
Akt pro malé a střední podniky (Small Business Act) – tato strategie byla vytvořena, protože 99 % všech evropských firem jsou právě malé a střední podniky, které zaměstnávají do 250 zaměstnanců. Této strategii předcházela vize Evropská charta malých podniků z roku 2000, která měla vytvořit prostředí přívětivé pro malé a střední podnikání. V roce 2005 představila Evropská Komise politiku nazvanou Nejprve mysli na malé, která měla zlepšit přístup malých a středních podniků na trh. A konečně v roce 2008 Evropská rada přijala strategii Akt pro malé a střední podniky, který definoval hlavní zásady pro vytvoření příznivého prostředí pro podnikání. Evropská komise v rámci této strategie představila čtyři legislativní návrhy.
- Vznik statutu evropské soukromé společnosti – zjednodušení právní formy podporující zakládání a provoz malých a středních podniků na společném trhu.
- Snížení sazby DPH na místně poskytované služby s vysokým podílem lidské práce – umožňuje všem členským státům EU používat sníženou sazbu DPH na úrovní 5 % u služeb náročných na pracovní sílu, např.: autoservisy, obsluha v restauracích či kadeřnictví.
- Revize směrnice o pozdních platbách – podniky budou mít nárok na speciální poplatek za opoždění platby ze strany veřejných orgánů.
- Nařízení o blokových výjimkách – zjednodušení přidělování státních podpor v členských státech EU.

#### Snižování byrokracie
Evropská unie usiluje o snižování zbytečné administrativní zátěže pro podnikatele. V roce 2007 proto přijala Evropská komise konkrétní kroky proti zbytečné byrokracii v akčním programu Akční program pro snižování administrativní zátěže v Evropské unii, který si kladl za cíl do roku 2012 snížit administrativní zátěž o 25 %.
V lednu roku 2016 uvedla Evropská komise do činnosti program REFIT, který se zaměřuje na zlepšení právních předpisů EU. REFIT se skládá ze dvou skupin – první je tvořena odborníky z členských států (tzv. vládní skupina) a druhá zástupci obchodní sféry, sociálních partnerů a občanské společnosti (tzv. skupina zainteresovaných stran). Českou republiku zastupuje Jan Kravčík.

#### Podpora inovací
Horizont 2020, je rámcový program EU, který slouží k podpoře inovací, které se týkají průmyslu a průlomových technologií. Tento program platí pro období 2014-2020 a jeho rozpočet činí 80 mld. eur. Program je tvořen třemi základními pilíři.
- Vynikající věda – podpora výzkumu a vytvoření vhodných podmínek pro jeho realizaci
- Vedoucí postavení evropského průmyslu – zlepšení konkurenceschopnosti evropského průmyslu prostřednictvím nových technologií a inovací
- Společenské výzvy – výzkum otázek evropské společnosti, např.: čistá energie, demografické změny či ochrana klimatu

Pro období 2021-2027 bude platit program Horizont Evropa, který bude mít rozpočet 100 mld. eur a bude navazovat na program Horizont 2020. Pro další období je v plánu vytvoření programu InvestEU, který by zajistil centralizované financování z rozpočtu EU ve formě úvěrů a záruk a měl by se zaměřovat na čtyři oblasti politiky EU.
- Udržitelná infrastruktura
- Výzkum, inovace a digitalizace
- Malé a střední podniky
- Sociální investice a dovednosti

### Cíle
Právním základem průmyslové politiky je článek 173 Smlouvy o fungování EU. Cílem průmyslové politiky EU je zajistit rámcové podmínky, které podporují konkurenceschopnost průmyslu. Je integrovanou součástí mnoha dalších politik EU, ať už se bavíme o politice v oblasti obchodu, vnitřního trhu, zaměstnanosti, ochrany životního prostředí, veřejného zdraví či výzkumu a inovací. Průmyslová politika EU se zaměřuje konkrétně na:
1. „urychlené přizpůsobování průmyslu strukturálním změnám“
2. „podporu vytváření prostředí příznivého pro rozvoj podnikání v rámci Unie, zejména malých a středních podniků“
3. „podporu prostředí příznivého pro spolupráci mezi podniky“
4. „podporu dokonalejšího využívání průmyslového potenciálu v oblasti inovace, výzkumu a technologického rozvoje“